# Тудовлянські говірки
Тудовля́нські гові́рки (біл. Тудаўлянскія гаворкі, Tudaŭlánskija havorki) — білоруські діалекти, що мають або принаймні мали поширення серед корінного білоруського населення Ржевської волості Тверської губернії — тудовлян, мешканців древніх волостей Старий Туд, Молодий Туд та Туд-Скаваратин по обидва боки річки Туд, права притока Волги.

## Основні риси та мовні характеристики
Говірка старшого і молодого поколінь особливо різко відрізняється в мові селян Маладатудської волости: у зв'язку з більшою грамотністю молодого покоління говірка молодого покоління не містить характерних і яскравих діалектизмів, яке властиме старому населенню. У фонетичному відношенні мова нового покоління ближче до сучасної російської літературної вимови; у культурному відношенні населення волості тягнеться до Москви.
Що стосується мовлення старшого покоління, то діалектизми особливо було  поширені серед неписьменних жінок старше 35 років; це характерно і для старшого чоловічого покоління. Мовлення дітей дошкільного віку, які виховувались під безпосереднім впливом бабусь і дідусів, досить близьке до мовлення старшого покоління.

## Фонетика
- Акання. Говірка тудавлян є акальною говіркою. У вимові молодого покоління акання московського типу, у свою чергу, у вимові старого покоління акання було архаїчним і носило революційно-дисиміляційний характер.

Наприклад, у першому складі перед наголошеним а у говірці старших є голосний звук, який після твердих приголосних звуково і артикуляційно дуже близький до ы: пыха́ть (вёска Плугіна), у пыпа́ (Маленька Белагубцава), трыва́, скыза́ла (Морщикава), тыба́к, хызя́ін, кыня́ (Підсасоники), сыма́ (Приєздава). Хоча поряд із цим зазначено і а: вада́ (Малий Туд), вата́жым (Мінькіна), сабрала́с (Морщикава). Після поляризованих приголосних у цьому положенні звучить і: тіря′ть (Малий Туд), вісна′, па пліца′м (Приєздава). У початковому складі перед наголошеним а також позначено й і: іна′ (Какуеўка, Малий Туд, Підсасоники і інш.). В інших випадках у першому складі перед наголошенням відзначається а як після твердих, так і після палаталізованих приголосних: перед наголошенням е: бяз де́нек, мяне́, прінясе́ть (Приєздава), тапе́рь (Малий Туд); перед наголошенням і: на хрясьті́нах (Приєздава), сястрі́цы (Ваніна), ня ві́діть (Приєздава), насі́ть (Малий Туд); перад націскным о: тяпло́ (Приєздава), дяўчо́нкі (Малий Туд), пяшко́м (Приєздава), нямно́шка (Какуеўка), вяршо́к (Малий Туд), даляко́ (Загвозьдзьдзе), даро́га (Малий Туд); перед наголошенням у: завяду́ (Малий Туд), в лясу́, бяру́ть (Приєздава), прінясу́ (Какуеўка), яму́ (Приєздава), скату́ (Малий Туд), така вимова також відзначається замість етимологічного і: рясу́нак Косьті; пеед наголошенням ы: бязвы́ханна (Приєздава), ня вы́мыцца (Малий Туд), мяды́ (Ваніна), па сьтяны́ (Приєздава), вады́ (Малий Туд). В інших складах перед наголосом, крім вищезазначеного преакценту, спостерігається коливання вимови. Поряд зі зменшеним звуком звучить голосна повної формації, наприклад: мыладу́ха (Какуеўка), пыласу́ (Малий Туд), тьряму́ (Ваніна), і ня курі́ла (Морщикава), пыд ряшато́м (Підсасоники), павярну́, пагляжу́ (Приєздава). На кінцевому відкритому складі зазвичай а (я): вяро́ўка, няло́ўка (Приєздава), жа́лаваньня (Малий Туд).
- Лабіалізація голосних. Лобіалізація голосних звуків дуже добре розвинена в говірці тудовлян; так голосні а, о, ы, можна лабіалізувати, тоді вони звучать як у: сумыва́р (Малий Туд), пува́ліш (Морщикава), пупрасі́л (Малий Туд), у мужыка́х (Приєздава).

Початкові о, у отримують початок в: во́каракі, во́сыпа (Ваніна), во́зера (Малий Туд), ву́зенька (Какуеўка), ву́ска (Малий Туд), ву́хі (Рэдзькіна).
- ы на місці давнього ъ. Замість російського о від давньоруського ъ в тудовлянському мовленні звичайне явище ы. Єдиний виняток — грамотна молодь. Особливо помітний перехід ъ > ы у мовленні людей похилого віку та дошкільнят. Наприклад, памы́ю (Ваніна), мы́еть, аткры́й (Малий Туд), закры́ю (Морщикава), накры́еть (Підсасоники), ры́ю (Малий Туд), шы́ють (Косьці).

- Лабіалізація. Звук в у тудовлянських говірках звучить як огублений і як білабіальний.

- Ў на місці л. Вимова ў замістьл зафіксовано дослідниками у закритих складах у декількох випадках: ушо́ў (Малий Туд), любі́ў, схава́ўся (Підсасоники), але зараз це явище майже зникло.

- Цокання. Цокання чітко виражається в мовленні старшого покоління. Звичайна вимова твердого ц замість етимологічного ч: па пліца́м, цо́рные, ніцаво́, с то́цы, у паво́йніцкі, пацыта́лі, пране́цкам, хо́цыть, парасо́нацык (Приєздава), палу́цку, пра́зьніцык (Ваніна). Є одиничний випадок вимови чь замість етимологічного ц: Мы́чьчя (Приєздава) і вимови с замість етимологічного ц: аўса́ с ягнё́нкам.

- Шиплячі. Звуки ж, ш, як і в літературній білоруській мові, звучать завжди твердо: жызьнь (Малий Туд), жы́та, шы́ла (Приєздава), шэсь (Підсасоники).

Звук ч звичайно м'який: палу́чять (Приєздава), чей (Малий Туд). На місті білоруського шч вимовляється подовженений звук шь: Пыжо́ўшьшіна (Малий Туд), паме́шьшік (Приєздава), шьшю́кі (П'ячуриха).
- Зубні. Цілком ймовірно, що тудовлянські звуки ть, дь раніше звучали як білоруські ць і дзь. У сучасних говірках цекання та дзекання не присутнє навіть у вимові людей старшого покоління. Дуже сильна поляризація (пом’якшення) може розглядатися як натяк на колишнє існування цекання та джекання т, а також вимова дь з дуже слабким свистячим звуком (зменшення дзь): д[з]ьве (Малий Туд), д[з]е́ўку (Підсасоники). Але в 1912 році дослідник У. М. Папов говорить цекання у селі Хальмець.

У старих записах із району села Бабровка зазначається як широко поширене явище дзекання та цекання. Палаталізоване д передається через дз: дзѣ́ўка, палаталізоване т — через тс або тц: тсебѣ́, ку́шатць. Велика кількість текстів, які прагнуть до послідовної передачі звуків, а також послідовної передачі дь і ть в Разуміхіна через комбінації дз, тс не дають підстав сумніватися, що ці комбінації слід розуміти як дзекання та цекання. В. М. Попов із почутої ним у 1912 р. вимови тс робить висновок про вимову 50-х років XX століття і вважає, що тс у записах Разуміхіна означає не цекання, а особливу вимову м'якого т.
- Свистячі. У деяких селах є особливості у вимові свистячих (Приєздава, Косьці, Морщикава, Підсасоники): звуки з і с вимовляються з шиплячим відтінком. Шипляча вимова спостерігається як при м’яких, так і при твердих свястичих: с[ш]тол, з[ж]найду́, пе́с[ш]ьні (Приєздава), авёс[ш], іс[ш]ьле́давал, з[ж]ярно́, фс[ш]ё, з[ж]е́млю (Косьці), с[ш]ем (Підсасоники), с[ш]е́мей (Морщикава). Шиплячість у сусідніх районах відзначив і В. М. Попов.[3]

- Прийменники с, із. У говірках тудовлян на замість давньоруських прийменників с, из  перед дзвінкими, носовими приголосними завжди є один прийменник з, те саме відбувається з префіксами. Це явище зустрічається як у мовленні старших людей, так і у мовленні нового покоління. На місці давньоруського с позначено з: зле́сь (Ваніна), з вясны́, звалі́л, зру́блен, з ней (Плугіна), зь ей (Мінькіна), з ма́ленькім, звезлі́ (Шаркі), зведі́ (Морщикава), злі́шкам (Маленька Белагубцава), зні́меть (Приєздава), за знё́мачьку (Медзьвяжоўка). На місці давньоруського из позначається з: з варо́т у варо́ты (Приєздава), звезла з ні́так (Косьці), з лі́пы (Маленька Белагубцава).

Відображення в говірках прийменників с, із разом із з відображається в попередніх записах.
- Асиміляція голосних. На відміну від звичайної російської асиміляції голосних, у говірці Тудовлян особливо поширена асиміляція приголосних із таким j, як у білоруській мові: клі́каньня (Ваніна), у́гальля (Какуеўка), бельлё́, пла́тьте, вальлё́ш (Малий Туд), назва́ньня (Шаркі), ку́ньню, ігрі́ньня, у пападьде́ (Косьці), да Льлі жать (Мінькіна), сальлю́ть, гнільлё́, Натальля, зьверьрё́ (Маленька Белагубцава), ро́жьжю (Морщикава), на Васі́льлева (Халмец). Це явище, яке відзначалось у мовленні старшого покоління, відзначається і в мовленні нового покоління: с селе́ньня (Шаркі), арте́льлю (Малий Туд), на сабра́ньні (Рэдзькіна). У цих поєднаннях приголосні вимовляються особливо напружено, як зазначає В. М. Попов.[5]

- Напружені приголосні. Напружені приголосні, крім описаних вище випадків, відзначаються ще в кількох інших випадках, головним чином у складах, що йдуть після наголосу: тре́тьтій (Малий Туд), на сьве́тьте, тро́йкькі (П'ячуриха), выключэньне — сьвіньне́й (Приєздава).

- Фракативний г. Для мовлення старшого покоління тудовлян характерна вимова фрикативного звука г, як і в білоруській мові: го́ре, наге́, е́герем (Приєздава), пу́гаўка (Малий Туд).

У кінці слова г переходить у х: нох (Малий Туд), ф Пітярбу́рх (Приєздава). У мові старших спостерігається епізодична вимова вибухового звука ґ та його рефлексу на кінцях слів у вигляді звуку к: бяз де́нек, самаґо́ну, у Рі́ґу (Приєздава). У свою чергу, у мовленні нового покоління фрикативний г трапляється дуже рідко (блаґаславі́, Бо́ґа (Малий Туд)), це явище відзначив і В. М. Попов.
- Дробныя фанэтычныя зьявы. У тудовлянських говірках відзначається вимова протетичної голосної у словах із давньоруським початковим словом ръ: іржы́ (Приєздава), ірты́ (Мінькіна), аржане́й, пайшлі́ (Малий Туд), ішлі́ (Ваніна), зайшла́ (Морщикава).

## Морфологія
- Відмінювання іменників. Вживання закінчення -е в іменниках жіночого роду родового відмінку на відміну від загальнобілоруських закінчень -ы, -і широко поширене в мовленні тудовлян: без руке́, а тот без наге́, с сахе́, с каро́ве, с шу́бе (Приєздава), пуд муке́ (Малий Туд), вакру́к руке́.

У випадках, коли наголос робиться не на кінцевому -e, а на попередньому складі, часто в кінці звуку є вимова a: спра́вя бы́ла мно́га, бо́льшэ рабо́та (Приєздава), нет каро́ва (Малий Туд), прінясі́ сало́ма (Маленька Белагубцава), хоча поруч із нею позначена форма на -е: сьте́лють сало́ме. У вказаному явищі можна побачити появу форми давального відмінка на місці родового або перенесення закінчення родової відміни від основ на -ja (ѧ > е). Остання думка є більш вірогідною, оскільки в мовленні дуже рідко спостерігається протилежна зміна форми давального відмінка на форму родового. Форма на -е в мовному мисленні тудовлян повністю несе функцію давнього -ы в родовому відмінку і використовується як форма родової відміни не тільки в однині, але і в подвійному числі: дьве каро́ве, трітцать трі каро́ве (Приєздава) (Приєздава), десяті́не дьве (Підсасоники). Цікаво відзначити утворення місцевого відмінювання множини в іменниках, які роблять наголос на останньому складі: в лаптё́х, в людё́х (Підсасоники), у ферезё́х (Приєздава). Зменшувальні іменники відмінюються по основах на -о, хоча вони мають у називному відмінку однини закінчення -а (ба́тька, дя́тька). Подібні іменники чоловічого роду відмінюються так само, як і в білоруській мові: з ба́тькам, Мі́тькам завуть (Малий Туд), з дя́тькам (Морщикава, Ваніна), з Грі́шам (Ваніна), Се́нем завуть, Ко́лем звалі (Маленька Белагубцава), Пе́тем заву́ть (Высокая), Ку́зем (Морщикава), с Се́нем (Плугіна). Слова середнього роду в називному відмінку множини у мовленні старого покоління мають типове білоруське закінчення -ы: о́кны (Приєздава), вё́дры, варо́ты (Малий Туд). Так само слова чол. роду в називному та знахідному відмінювані та подвійні числа переважно закінчуються на -ы/-і, як у білоруській мові: паясы́ (Приєздава, Маленька Белагубцава), во́каракі, па гла́зы (Маленька Белагубцава). Однак слід зазначити, що збірні форми  на -а, -ья, -ье не чужі для тудовлянських говірок, наприклад: лашадя́ (Шаркі), матеря́ (Косьці), набяру́ть зяле́зья, хле́бья, со́лья нада несьті (Приєздава), адно пе́нье было́ (Лукіна). Необхідно відзначити аспекти в області відмінювання іменників. Качкі, гусі, лебедзі й куры в родовому відмінку множини мають форму: уте́й, гусе́й, лібіде́й, куре́й (Малий Туд, Косьці, Приєздава).
- Відмінювання займенників. Іменникове відмінювання однини прикметників чоловічого роду часто має закінчення -ей, -ый (у знахідному значенні, як у білоруській мові): таке́й (Приєздава), друге́й (Ваніна), плахе́й (Какуеўка), гаряве́й (Підсасоники), малады́й (Приєздава).

У ненаголошеному положенні найчастіше вимовляється закінчення -ый: до́брый (Малий Туд), сі́льный (Підсасоники). Закінчення -ей/-эй також присутнє в родовому та давальному відмінках жіночого роду: с тей (Приєздава), ад бальшэ́й (Малий Туд), саме́й (Підсасоники). Родовий відмінок однини чоловічого та середнього роду зазвичай має закінчення -ва: двараво́ва (Маленька Белагубцава), жыво́ва (Морщикава) тощо. У мові людей старшого віку, як і в білоруській мові, було закінчення -га: ста́рага (Морщикава), быга́тага (Ваніна). Із займенникових форм варто відзначити схожість з білоруською мовою: фсіх, фсім, чім, ее́. Числівник має форму в родовому відмінку дьвёх (Малий Туд, Приєздава тощо), у давальному — дьвём (Малий Туд, Підсасоники).
- Дієвідміна. Третя особа однини та множини зазвичай має закінчення -ть: дасьть (Малий Туд), зажыве́ть (Приєздава), іде́ть (Морщикава) тощо.

Дієслово третьої особи однини«ёсьць» (означає "існує") у мовленні старшого покоління має подібну білоруську форму ёсь. Для третьої особи множина є сумішшю дієвідмін: сьяду́ть, але хо́дють (Приєздава), но́сюць (Ваніна), де́лють, ху́лють (Косьці), мало́цюць (Высокая). У селі Плугіна існує майже ідентична форма множини третьої особи для дієслова «есьці»: білоруське — ядуць і тудовлянське яду́ть. Для другої особи однини є пом’якшення кінцевих -ш і -е: пайде́шь (Морщикава), увайде́шь (Приєздава) та ін. Але одночасно з цими формами існують також форми з російським ё і твердим кінцевим -ш: несё́ш (Малий Туд) тощо. Як і в білоруській мові, у говірках старого покоління дієслово «даць» в другій особі однини має форми дасі́ (Морщикава) і аддасі́ (Підсасоники, Малий Туд).
- Прислів'я. Цікаво відзначити схожість тудовльських прислів’їв з білоруськими прислів’ями: дамо́ў (Плугіна, Малий Туд), уво́нках ве́нік (Косьці), вы́йді брат, пакурі́ уво́нках (Підсасоники).

## Синтаксис
За аналогією з білоруською мовою в тудовлянських діалектах зазвичай використовується частинка ті (точніше, загальнобілоруська частинка «ці» через майже зникле цекання). Застосування цієї частки поширене не лише в мовленні старого, але навіть у мовленні нового покоління: ті пра́ўда?, а то ті не хош лі мя́ты? (у цьому виразі цікаво відзначити дублювання питальної частки: вживається як тудовлянське ті, так і російське ли), ті он зьдесь схава́ўся?, бап, ті ёсь выда́ цы́стая? (Підсасоники); ті ба́ба, ті дед? (Халмец), ті даўно́ лі? (також дублювання питальних частинок), ті по́мніш балахо́н таке́й цудне́й, таке́й удівле́нный? (Морщикава). Поряд із ті присутня питальна частка чі/цы: чі пайде́ш з дя́тькам з е́тым? (Морщикава), чі біл он ко́сы? (Малий Туд), чі мно́га за зьнё́мку? (Підсасоники), как там ма́льцык цы не ўсо́жэный? (Морщикава). У окличних реченнях дуже часто застосовується частинка, яка надає виразу відтінок гніву, роздратування. У білоруській мові, ймовірно, немає однакових частинок. Частинка ту завжди сильно притягується і підноситься: мале́ц — ту, го́спаді, буя́н, азарьнік (Приєздава), ту — ня пу́сьтіть, ту, нячі́стая сі́ла (Малий Туд), у́мер, не зыпла́кала — ту (Косьці). У говірках тудовлян дуже поширений прикметниковий зворот: за пятна́ццать вёрс уе́хачьчі, на́да бы расчяса́ть в ба́ню шо́чьчі, со́нцэ взашо́чьчі, во кыгда́ дамо́й прікаті́лісь (Малий Туд), шу́рін прішо́чьчі брі́цца, атвё́ўшы стол, клі́кать ста́лі (Ваніна), у рабо́ту уе́хачьчі (Плугіна), ня цы́ста вы́шачьчі знё́мка (Маленька Белагубцава), ушо́ўшы сіца́с аді́н рабо́тать (Лукіна). З особливостей вживання роду цікаво відзначити деякі, наприклад, слова путь (бел. «шлях», мужчынскі род, рас. «путь», мужчынскі род) і пьяніца (бел. «п’яніца», мужчынскі род, рас. «пьяница», мужчынскі род) зьяўляюцца словамі жаночага роду: путь да́льняя (Косьці), атец была́ го́рькая пья́ніца (Приєздава). Російське слово «фамилия» вживається в середньому роді. Можливо, це пов’язано із семантичним ототожненням значення цього слова з російськими словами «прозвание», «прозвище» (тут слід нагадати, що тудовляни майже всю свою історію проживали у складі Московії, а потім Росії, будучи відрізаними від решти білоруського населення і тому активно асимільовані росіянами та імітують багато понять з російської мови.) тощо: тако́е хамі́лье (Какуеўка). Є поодинокі випадки використання форми називного відмінка замість знахідного: на́да каса́ адбі́ть (Малий Туд), не на́да ты мне. Слова «народ» і російське запозичення «общество» (біл. «грамадзтва») мають множинне вираження: наро́т кармі́лі (Маленька Белагубцава), о́пшьшества ре́шылі (Малий Туд). Для тудовлянських гавірок ззвичайні повороти з прийменником в/у: у мужука́х хура́шэк не было́ (Приєздава), у траі́х пае́діте (Ваніна), мы сь ей у дьвюх (Шаркі), ф трёх пла́чуть (Малий Туд).

## Наголос
У націску назіраецца шэраг фактаў, якія яднаюць тудаўлянскія гаворкі з астатнімі дыялектамі беларускае мовы. Адзначаныя розныя з расейскай мовай націскі, што сустракаюцца ў наступных выпадках:
У наголошенні є ряд фактів, які об’єднують тудовлянські говірки з іншими діалектами білоруської мови. Однозначно різні з наголосами російської мови, які трапляються в таких випадках:
- В іменниках жіночого роду, що закінчуються -а: ваду́ (Какуеўка), руку́, саху́ (Приєздава), нагу́ (Підсасоники).
- У слові «стол» в непрямих схилах наголос робиться на корені: сто́ла, сто́лу (Косьці).
- У тудовльських словах, що позначають терміни «каноплі» і «пазаўчора», наголос такий же, як і в білоруській мові: кано́пля (Приєздава), пазаўчо́ра (Ваніна).
- У мовленні старшого покоління тудовльських аналогів білоруських займенників «нікога», «нічога» наголос також однаковий з білоруською мовою: ніко́ва (Малий Туд), ніцо́г.
- У третій особі минулого часу російська форма на -л жодним чином не походить від російського дієслова «быть» (білоруською: «быць») за аналогією з білоруською мовою: было́ (Приєздава, Малий Туд тощо).

## Лексичні особливості
Серед лексичних особливостей тудовлянських говірок слід назвати найцікавіші, які об’єднують ці діалекти з деякими діалектними особливостями білоруської мови:
- Віта́цца — дале́че мать жыве́ть, ня віта́ецца к ей (Малий Туд).
- Гульня́ — бел. «гуляньне», «гульня» (Косьці).
- Дежа́ — бел. «дзежка» (Морщикава).
- Діте́нок, діте́ночек — бел. «дзіця» (Мінькіна).
- До́ба — ба́бушка у маю́ до́бу (Підсасоники).
- Дробный — бел. «дробны» (Малий Туд).
- Паняде́лак — бел. «панядзелак» (Плугіна).
- Стега́ — бел. «сьцежка», «сьцяжынка».
- Хма́рный — бел. «пахмурны», «хмарны» (Маленька Белагубцава).
- Цубу́ля — бел. «цыбуля» (Морщикава).

Наведений короткий словесний матеріал свідчить про досить значну близькість із діалектами білоруської мови. Ряд слів у говірках тудовлян є спільними з білоруською мовою і не зустрічаються в більш східних районах Тверської області, які не межують із ареалом поширення білоруських діалектів.

## Кінцева характеристика
Для вирішення етнологічних питань насамперед необхідно з’ясувати, до яких діалектів належать мови тудовлян, особливо з урахуванням мовлення старшого покоління (як форма мови, яка найбільш наочно демонструє відмінність тудовлян). У цій спеціалізованій літературі існує кілька думок щодо цього питання. Наприклад, російський академік А. І. Собалевський у своїй праці «Нарис російської діалектології» зазначає, що «Ржевський та Зубцовський райони з частиною Осташкова (північно-західна та західна частина Тверської губернії) належать до білоруського діалекту». Таким чином, виходячи з цієї думки, територію вздовж річки Туд, яка знаходиться в західній частині колишнього Ржевського району, слід віднести безпосередньо до білоруської мови.
Білоруський академік Я. Карський вважав, що в Тверській губернії біля гір починаються білоруські поселення з деякими особливостями навіть північно-російських діалектів (взаємний обмін ч і ц) у гір Зубцова, потім тягнуться вздовж правого берега Волги (Юний Туд), де живуть тудовляни, іноді навіть переходячи до її лівого берега. Він також додає, що "ареал білорусів тягнеться вздовж Туди майже до Волги, але чіткіша говірка лише на заході, наприклад, у Бобрівці, Холмці, Васильєвському". У своїй останній роботі Карський проводить межі білоруської розмовної мови в межах Ржевського повіту у верхів’ї річки Туд.
В. М. Попов вивчав говірки в околицях Ржева в Казінській волості, яка знаходиться на крайньому південному заході повіту, і в Харінській волості. На підставі своїх матеріалів з Ржевського району В. М. Попов: «вагається зробити висновок про Ржевский діалект», оскільки в 1912 р. йому вже не вдалося знайти таких яскравих білорусизмів, як дзекання і цекання, хоча в матеріалах 50-х років можна зустріти ці явища. Наведений вище опис говірки тудовлян вказує на низку безсумнівних особливостей, які об’єднують говірки тудовлян з білоруською мовою. Перш за все, слід зазначити наявність у мові дзекання та цекання, згадані вище зменшені (у вигляді свистячого напівтону). Знаючи, що в цій промові у другій половині 19 ст. дзекання все ще існувало як живе явище, можна припустити, що протягом усього цього періоду воно поступово зникло. Паралельно з дзеканням відбувалося зникнення цекання. Подібним чином білоруське ў замість російського л тепер майже зник, тим часом у записах 50-х років 19 століття ця заміна виконується послідовно. Інші особливості, що пов'язують мовлення тудовлян з білоруською мовою, існують сьогодні. Наприклад:
- ў замість російського в.

- Подвоєння приголосних перед й, ый замість російської ой в певних випадках.
- Прийменники с, із.
- Закінчення -ей у певних закінченнях прикметників та займенників.
- Закінчення -е в жіночому роді в числівниках 2, 3.
- Відсутність іменного множини на -а.
- Вживання форми ёсь (порівнняно з білоруським «ёсьць»).
- Питальна частка ті/чі/цы (порівнняно з білоруським «ці» і діалектичним білоруським чы)

Група північно-східних білоруських діалектів пов’язана з відсутністю твердого р, дисимілятивного закінчення, наявністю форми дієслів третьої особи з -ть (у білоруській -ць). Подібним чином низка словесних особливостей об’єднує тудовлянські говірки з білоруською мовою. Наявність білоруської лексики найбільш виражена на південному заході колишнього району; у центрі та на сході, особливо в околицях міста Ржев, спостерігається послаблення присутности білоруської лексики в мовленні.

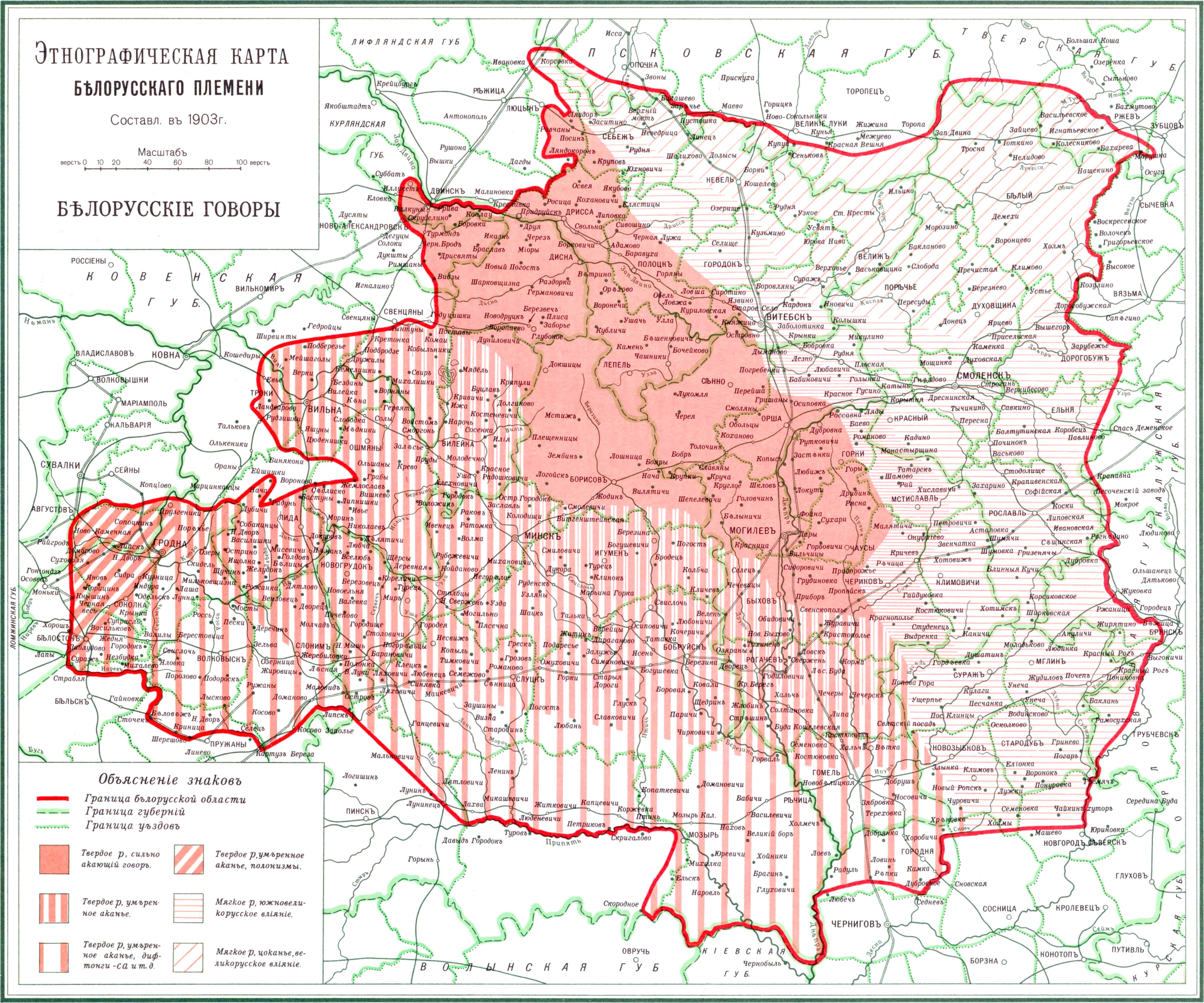
Етнографічна мапа білорусів та білоруських діалектів, складена Євгеном Карським (1903). Тудовлянські говірки на карті не позначені окремо, але згідно з етнографічними даними слід зазначити, що вони (відносно карти) знаходяться ліворуч від напису «РЖЕВЪ» між червоним етнографічним та зеленим адміністративним кордоном.

Усі ці міркування змушують дослідників зробити висновок, що діалекти, розташовані вздовж річки Туд (місцево: Тудаўка), зараз є перехідними діалектами між російською та білоруською мовами і засновані на білоруських діалектах, на які вплинули діалекти російської мови, і зараз зазнають сильного впливу літературної російської мови, яка витісняє з мовлення тудовлян найбільш яскраві мовні особливості, властиві білоруській мові та чужі російської мови. Це переміщення найбільш активно в околицях Ржева, тобто в безпосередній близькости від білоруської та російської мов; на заході, у свою чергу, асиміляція та переміщення відбуваються не так швидко. Порівняння діалектологічних даних, зібраних у 1924 р., із записами 1950-х рр. свідчить про зміну зміни мови в плані асиміляції навколишніми російськими діалектами.
Не лише лінгвістичні дані запевняють, що білоруська мова є основою говірок тудовлян. Історики та археологи визнають, що слов'янська колонізація прийшла "з південного сходу, з району, який зараз утворює Смоленську губернію, з країни кривичів". Західна частина колишнього Ржевського району, яка заселена тудовлянами, серед селян східної частини має назви "Белокафтанщина" та "Польща", як повідомляє дослідник В. М. Попов. Ці прізвиська підкреслюють близькість тудовлян до решти білоруського населення на заході. Ці форми одягу, безсумнівно, пов'язують (білі толстовки, яких у місцевих жителів називають насовими та касталанами) тудовлян з білорусами. В інших місцях колишнього Ржевського району і навіть у східніших районах Тверської області такий одяг не був поширеним. Тудовляни відрізняються (принаймні відрізнялися) від решти населення Тверської області та інших областей матеріальної культури, як зазначає В. Покровський у своїй праці «Историко-статистическое описание Тверской губ.»: «І тепер селяни західної частини Ржевського повіту, відомі під ім'ям тудовляни, дещо відрізняються від решти населення Тверській губ. Відмінність полягає в говірці: у словах, що визначають одяг, взуття, їжу, знаряддя, місцевість і різну домашнє начиння, а також в догану слів».
Отже, тудовляни, що мешкають на річці Туд від верхів’я до села Молодий Туд, слід вважати білорусами за походженням, які мали сильний вплив російського населення на сході колишнього Ржевського району, хоча вони зберігають деякі білоруські риси в їх етнологічному вигляді й у мові.